# Diabelia tetrasepala
Diabelia tetrasepala là một loài thực vật có hoa trong họ Kim ngân. Loài này được Gen'ichi Koidzumi mô tả khoa học đầu tiên năm 1915 dưới danh pháp Abelia spathulata var. tetrasepala. Năm 1955 Hara và Kurosawa nâng cấp nó thành loài với danh pháp Abelia tetrasepala.  Năm 2010 Sven Landrein chuyển nó sang chi Diabelia.

## Mô tả
Loài này là cây bụi lá sớm rụng, phát triển nhiều cành, cao đến 2-3m. Các cành thuôn tròn, vỏ màu nâu xám, lõi xốp rắn màu trắng, các cành năm một không lông và có vài lông tuyến, nhưng đôi khi rậm lông, thường trở thành màu nâu ánh đỏ. Lá mọc đối, cuống lá 1-3 mm, thường có lông dài. Phiến lá dài 3-6 cm, rộng 1,5-3,5 cm, hình trứng rộng đến hình mũi mác, đỉnh từ nhọn tới nhọn dài, đáy từ hình nêm rộng đến tròn. Mép lá có khía thô, không đều và rìa lá non thường có màu ánh đỏ. Bề mặt phiến lá phía xa trục nhẵn hoặc có lông trên các gân, mặt gần trục có lông, đặc biệt là các gân và mép lá, với các lông màu trắng dài đến 1,2 mm. Có 3-4 cặp gân bên dốc ngược về phía đỉnh. Mặt trên phiến lá hơi bị nén xuống còn mặt dưới thì nâng lên.
Mỗi cụm hoa thường gồm 2 hoa mọc ở đầu cành non, với cuống hoa dài 1-2 mm và 1 lá bắc cùng 2 lá bắc con. Đài hoa 5 lá đài, trong đó một lá đài nhỏ dài 2-5 mm và có thể hiếm xuất hiện, bốn lá đài còn lại dài 8-15 mm hình mũi mác đến thuôn dài, bền. Tràng hoa hai môi, dài 3-4 cm và phần dưới của ống tràng dài 10-15 mm, hình chuông hay hình phễu, thường có màu trắng ánh vàng, đôi khi màu vàng hay ánh hồng, với vết màu hình lưới màu vàng cam mặt trong môi dưới. Môi trên 2 thùy, môi dưới 3 thùy, phần dưới của ống tràng thu hẹp. Nhị 4, hai cặp so le, với 2 nhị dài gần tương đương chiều dài ống tràng, bao phấn dài 2,5-3 mm. Bộ nhụy dài bằng ống tràng. Bầu nhụy thuôn dài 8-11mm. Quả bế dài 10-15 mm, chín vào tháng 9-10. Một hạt hình trụ hẹp dài 7-8 mm, với cánh ngắn ở cả hai đầu.

## Môi trường sống và phân bố
Loài này là đặc hữu Nhật Bản, từ phía tây Fukushima trên đảo Honshu cũng như tại Shikoku. Hiếm gặp ở phía bắc đảo Kyushu.
Tên tiếng Nhật: オオツクバネウツギ  (大衝羽根空木, đại xung vũ căn không mộc), メツクバネウツギ. Nó có hoa to hơn của Diabelia spathulata, cũng như ra hoa sớm hơn loài này khoảng 2 tuần, từ giữa tháng 4 đến tháng 5.

## Hình ảnh

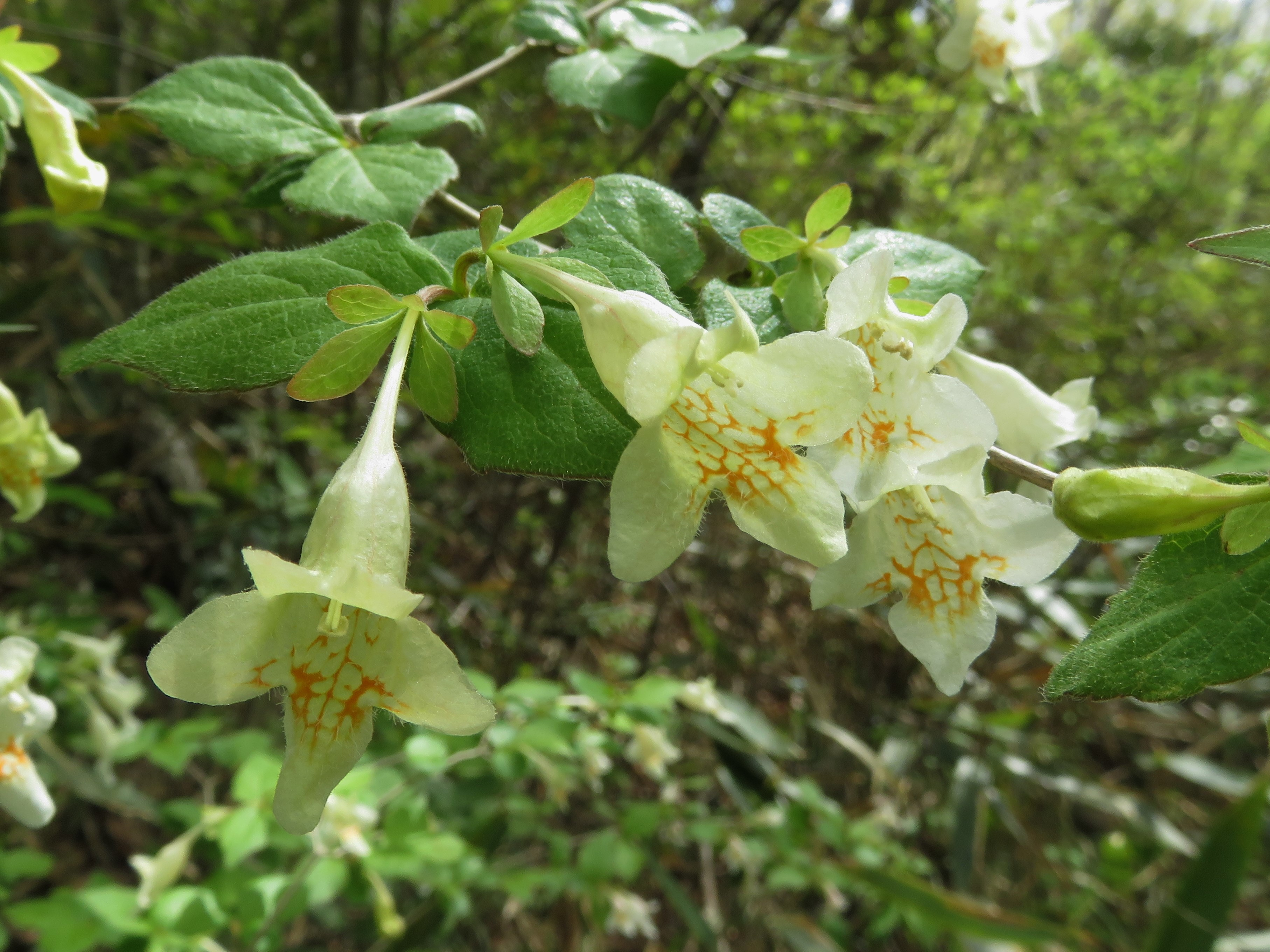
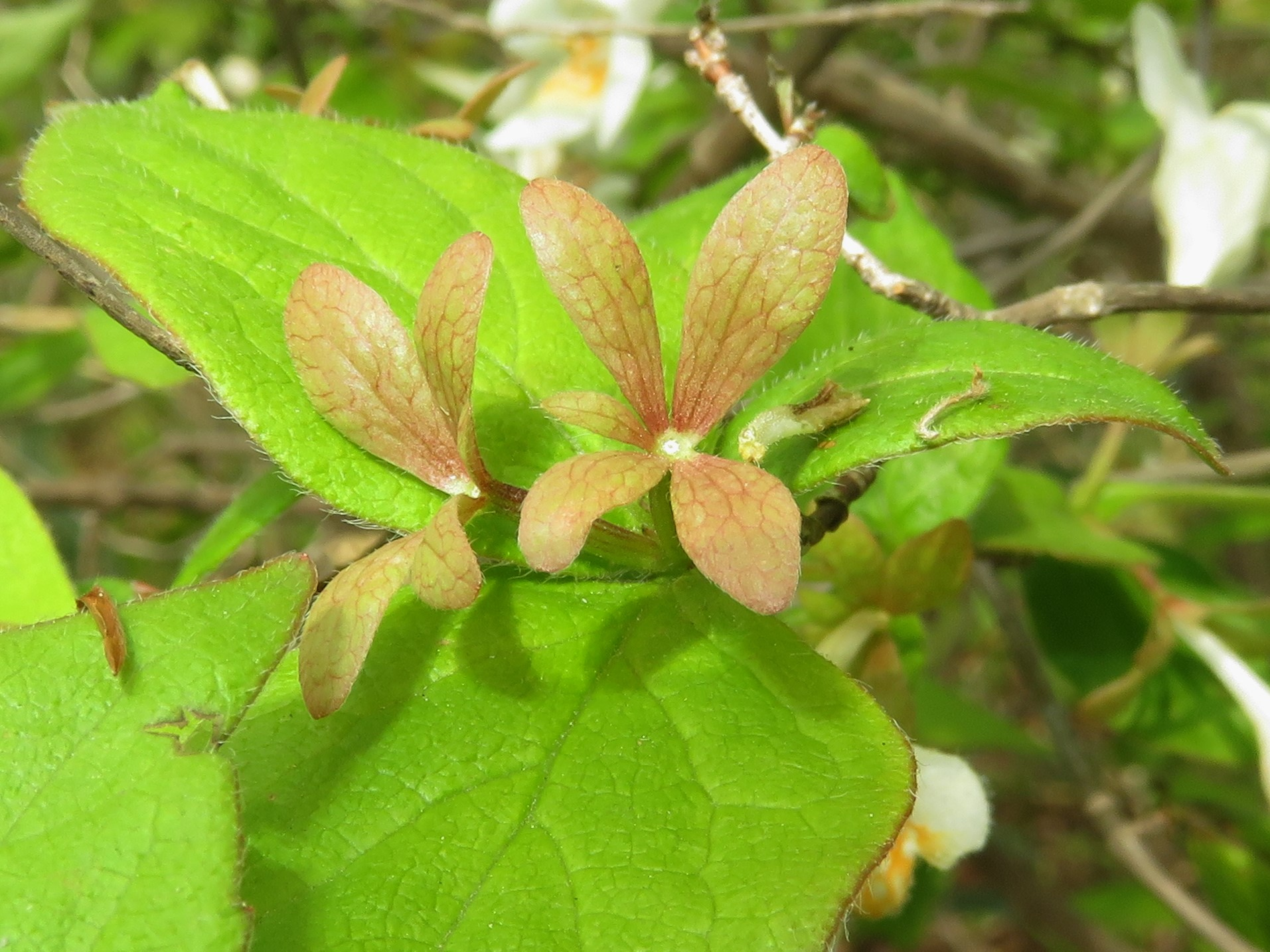
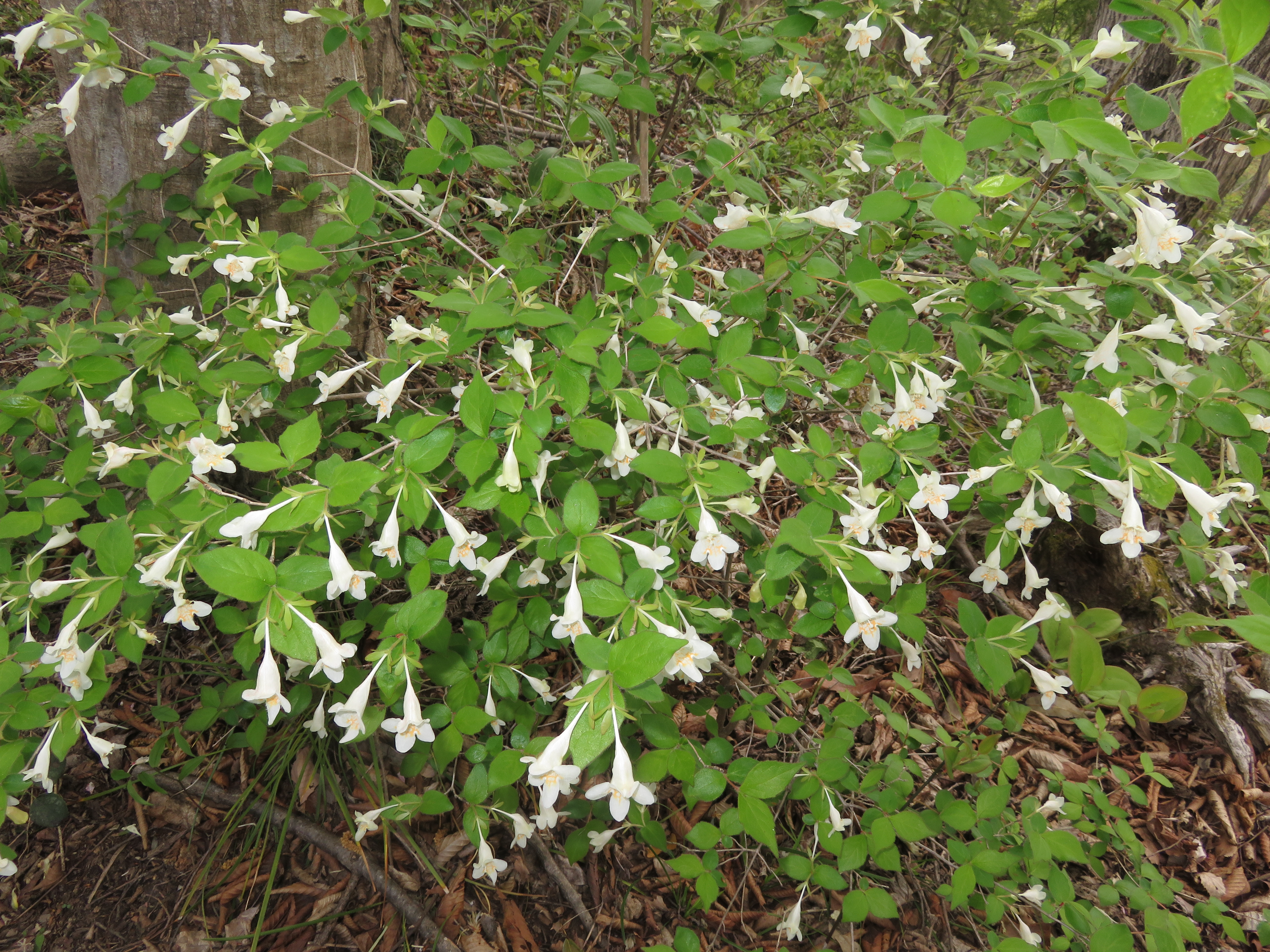